# Gustav Krekeler
Gustav Paul Theodor Krekeler (* 18. Juni 1852 in Petershagen; † nach 1932) war ein deutscher Jurist, preußischer Verwaltungsbeamter und Landrat im Kreis Gersfeld.

## Leben
Gustav Krekeler wurde als Sohn eines Lehrers geboren.
Er studierte Rechtswissenschaft an der Universität Göttingen, der Universität Marburg und an der Universität Würzburg. 1877 bestand er das 1. Staatsexamen und wurde als Gerichtsreferendar tätig. 1883 war er nach dem bestandenen 2. Staatsexamen als Regierungsassessor in Kassel tätig. Ab dem 15. März 1883 wurde er kommissarisch und ab dem 30. November endgültig zum Landrat des Kreises Gersfeld ernannt. Zeitgleich wurde er am 9. August 1889 zum Regierungsrat ernannt und zur Verwaltung des Regierungsbezirks Marienwerder versetzt.
Grund für die Versetzung waren starke Auseinandersetzungen zwischen Krekeler und den katholischen Geistlichen im Kreis Gersfeld. Während seiner Amtszeit wurden das Gersfelder Kreisblatt gegründet und die Rhönbahn gebaut und eingeweiht. Er förderte während seiner Amtszeit in Gersfeld besonders den Straßen- und Wegebau.
Zeitweise war Georg Krekeler Mitglied des Preußischen Abgeordnetenhauses. Am 1. April 1915 wurde er in den Ruhestand versetzt. Danach lebte er weiterhin in Marienwerder, wo er verschiedene Schriften über Familiengeschichte und zeitgenössische Politik verfasste. Sein Nachlass befindet sich heute auf der Abteilung Westfalen des Landesarchivs Nordrhein-Westfalen.